# Ceiba speciosa
Ceiba speciosa é uma das várias espécies de árvores conhecidas popularmente como paineira, é natural de regiões do Brasil e da Argentina.
A revisão botânica do começo deste século reclassificou a espécie como Ceiba speciosa (A. St.-Hil.) Ravenna 1998.